# Monte Líbano

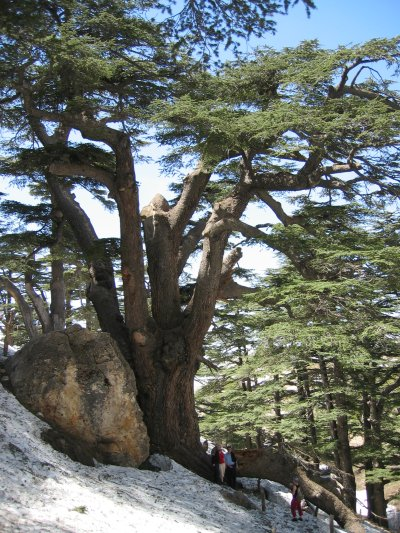
A árvore-símbolo do Líbano, o cedro

O monte Líbano é a denominação de uma pequena cadeia montanhosa que se estende por todo o Líbano, erguendo-se paralelamente ao mar Mediterrâneo (de norte a sul do país) por 160 quilômetros. Seu ponto mais alto atinge 3 090 metros de altitude.